# Anadia (kommun i Brasilien, Alagoas, lat -9,67, long -36,34)
Anadia är en kommun i Brasilien.   Den ligger i delstaten Alagoas, i den östra delen av landet, 1 400 kilometer nordost om huvudstaden Brasília. Antalet invånare är 17 423. Arean är 189 kvadratkilometer.
Terrängen i Anadia är platt åt sydväst, men åt nordost är den kuperad.
Följande samhällen finns i Anadia:
- Anadia

Omgivningarna runt Anadia är en mosaik av jordbruksmark och naturlig växtlighet. Runt Anadia är det ganska tätbefolkat, med 129 invånare per kvadratkilometer.